# ОШ „Емилија Остојић” ИО Горња Добриња
ОШ „Емилија Остојић” ИО Горња Добриња, у насељеном месту на територији општине Пожега, издвојено је одељење ОШ „Емилија Остојић” из Пожеге.
По забелешци Милана Ђ. Милићевића, секретар Министарства просвете да се у селу „красној долини, кроз коју хучи бистра планинска речица
подиже 1857. године велелепно школско здање”. Тако је у горњем пожешком крају за 14 околних села сазидана прва основна школа. Била је позната као добрињска школа, интернатског типа. Годину дана после изградње школске зграде добијено је звоно које и данас звони повлачењем конопца из ходника и чује се на даљину до 10 km. У привременој згради школска настава је почела 25. септембра 1853. године, са првим учитељем био Веселином Поповићем. Колико је ђака било, да ли је било и женске деце, остало је непознато. 1854. године на учитељско место дошао је Павле Ђукић, млађи брат кнеза добрињског Милана Поповића и ту провео осам година. Током свог учитељовања имао је велике расправе са кметовима, јер се жалио да родитељи неће да уписују децу у школу. Имао је 42 ученика, то је било мало према броју домова у његовој школској општини. После 26 година помиње се Павлов син Миленко као учитељ.
Почетком 20. века школа је прекривена црепом (уместо ћерамидом), замењена је столарија и доведена вода пред школу. У овом периду је радио домаћички и пчеларски течај у сарадњи са Љубом Мићићем. Страхоте рата нису мимоишле ни ову школу, уништен је летопис, архива и билиотека. После Другог светског рата добила је име по народном хероју Радосаву Ковачевићу који је учио у овој школи. У овој школи службовало је 55 учитеља, прошло је око 10 000 ученика од којих је у ратовима изгинуло око 3475. 
Школске 2002/2003. школа је реконструисана захваљујући донацији IRD. 